# Actio aquae pluviae arcendae
En droit romain, l'actio aquae pluviae arcendae était une actio in personam qui était accordée au propriétaire d'un fonds agricole contre son voisin qui avait modifié le courant naturel de l'eau de pluie pour le faire couler plus copieusement et frauduleusement sur son terrain (fond). Dans le cadre des legis actiones (actions de la loi), elle a été appliquée par le biais de la legis actio per iudicis arbitrive postulationem (utilisée pour les réclamations découlant de la stipulatio, pour la répartition des successions et pour la répartition des biens communs). Dans le processus de formulation, il a été adopté à la place la formule avec clause arbitraire qui permettait au défendeur, afin de ne pas être condamné, de restaurer les choses. Si le travail avait été construit par un tiers, l'accusé devait praestare patientiam et accorder à l'auteur d'intervenir sur son fonds pour restaurer l'état des lieux tel qu'il était avant les travaux.